# Pasport
Pasport (russisk: Паспорт) er en spillefilm fra 1990 af Georgij Danelija.

## Medvirkende
- Gérard Darmon som Merab Papashvili / Yasha Papashvili
- Natalja Gundareva som Inga
- Oleg Jankovskij som Borja Tjizh
- Armen Dzhigarkhanyan som Senja Klajn
- Jevgenij Leonov